# Marina Vilalta i Fajula
Marina Vilalta i Fajula (Ogassa, 14 de juny de 1927) és una pastora catalana considerada la pastora en actiu més vella de Catalunya.
Va néixer a Solanguit, una casa humil d'Ogassa, i va tenir 11 germans. Els germans més grans eren fills del primer matrimoni de la seva mare, que quan enviudà es casà amb el germà del seu difunt marit.
Des dels cinc anys va començar a pasturar les ovelles amb el seu pare. De seguida va mostrar una gran estima pel bestiar, especialment les ovelles, que considera "els animals dels pobres". Va treballar en una fàbrica durant les nits durant una època. En casar-se es va traslladar a Cal Sibí de Bruguera i va tornar a la seva professió de pastora. Sempre ha dimensionat el seu ramat en funció de les hectàrees per aconseguir una alta qualitat de la carn. Amb el seu ramat passeja cada dia pels peus del Taga. Defensa que els requisits per la professió és "tenir fe amb el bestiar i amor".
És bona coneixedora de cançons populars tradicionals, i com a tal va participar en enregistraments del festival Càntut amb set peces.
Ha sortit de Catalunya només per anar a Mallorca per complir el somni d'experimentar què se sentia en volar, però va tornar el mateix dia a la tarda a Bruguera.
A la dècada del 2020 esdevingué popular als mitjans de comunicació per ser considerada la pastora en actiu més vella de Catalunya en un moment que la professió estava en procés d'extinció. Per aquest motiu el març del 2022 va començar una recollida de signatures que de seguida en va aconseguir 5.000, perquè fos reconeguda amb la Creu de Sant Jordi, que li va ser lliurada aquell any. En total es recollirien 5.800 signatures. El mateix any també va rebre el premi Arrelat de la comarca del Ripollès.

La Creu de Sant Jordi li fou lliurada:
"En reconeixement de la seva trajectòria vital, vinculada des del primer moment a la ramaderia, un ofici imprescindible que és patrimoni de la nostra cultura i història. La seva devoció pel camp, el treball amb el bestiar i el manteniment de les tradicions orals de la comarca del Ripollès, participant en festivals com el Càntut, són exemples de la importància del treball al món rural, i de la resiliència de les persones que s’hi dediquen."
L'octubre de 2023 el periodista Abraham Orriols va publicar Una vida a les muntanyes, un llibre on es recull la biografia de Marina Vilalta.